# Prometheus (DC Comics)
Prometheus è un personaggio immaginario dei fumetti dell'universo DC Comics; è un supercriminale avversario di Green Arrow.

## Biografia del personaggio
Prometheus era figlio di due criminali di poco conto a Gotham, che spesso se lo portavano dietro mentre commettevano reati per sopravvivere; una notte, i due commisero una effrazione in un negozio che fu sventata da un agente di pattuglia, la giovane recluta James Gordon (futuro commissario); al bambino rimane impresso quanto accaduto quella notte, ignorando che Gordon non aveva intenzione di uccidere ma solo ferire e spaventare i suoi genitori, e che il commissario Loeb lo manderà lontano a Chicago per soffocare un eventuale scandalo. Ma il bimbo giura a se stesso di vendicare i suoi genitori uccidendo tutti i rappresentanti della legge.
Da adulto, Prometheus viene ispirato dalla apparizione di Batman, diventandone l'antitesi procurandosi attrezzature analoghe alle sue (auto compresa) e emulandone la capacità di affrontare chiunque grazie alla preparazione, agli allenamenti e alla pianificazione delle sue battaglie. Durante un periodo in cui Batman è dato per morto, Prometheus affronta anche parte della Justice League, costringendoli a sottostare ricattandoli con bombe impossibili da disinnescare; alla fine, dopo aver vinto, verrà ucciso in segreto da Freccia Verde, che non accettava l'idea di scendere a patti con lui.
Compare spesso nelle storie di Batman; in una storia uccide i rappresentanti di polizie straniere venuti a Gotham per un congresso, con un costume simile a quello di Batman; il Crociato Mascherato faticherà parecchio per fermarlo, e Jim Gordon quasi ci rimetterà la vita, salvandosi da una bomba in casa sua solo grazie ad un bunker costruito per ripararsi dagli altri criminali (ben più pericolosi) di Gotham; alla fine Prometheus perderà per l'intervento da lui non previsto di Robin (Tim Drake). In seguito a questa sconfitta, cercherà di procurarsi lui stesso una spalla, scegliendo un ragazzino ed uccidendone i genitori.

## Altri media

### Televisione
Nella versione televisiva dell'universo immaginario della DC Comics della rete televisiva The CW, Prometheus appare nella serie televisiva Arrow, come villain della quinta stagione.
Simon Morrison è il figlio illegittimo di Justin Claybourne, l'amministratore delegato di un'azienda farmaceutica. Ammirava molto il padre anche se egli voleva disconoscerlo, cosa che Simon non sapeva. Rimarrà sconvolto dalla morte del padre, ucciso da Arrow nel suo primo anno di attività a Starling, perché stava diffondendo un potente ceppo di tubercolosi per arricchirsi. Questo farà nascere in Simon un odio profondo per l'Incappucciato (all'epoca Oliver Queen veniva chiamato così da polizia e criminali). Passerà quattro anni ad addestrarsi con Talia al Ghul, figlia di Ra's al Ghul, che condivide il suo odio per Oliver in quanto questi ha ucciso Ra's nel terzo anno da vigilante. Da Talia, Simon apprende l'identità dell'arciere (Talia addestrò brevemente Oliver in Russia, durante il quinto ed ultimo anno lontano da casa), e dopo l'addestramento studierà il suo nemico a fondo arrivando a mettere su un piano complesso ed articolato per distruggerlo. Tornerà a Star City sotto l'identità di Adrian Chase, procuratore distrettuale. Come parte della copertura sposerá una ragazza, Doris. Starà molto vicino a Oliver che in quel momento svolgeva il ruolo di sindaco sia in campo lavorativo che in quello personale in quanto aiuterà a far uscire John Diggle da una prigione militare in seguito a una falsa accusa. Nel frattempo agisce nelle strade sotto l'identità di Prometheus, "Il killer dello shuriken", uccidendo le persone i cui nomi erano gli anagrammi degli obiettivi di Oliver ai tempi dell'Incappucciato. Libererà oltretutto dai Laboratori S.T.A.R. Black Siren, l'alter ego di Laurel Lance proveniente da Terra-2, per usarla contro il Team Arrow. Affronterà poi Green Arrow tenendogli ampiamente testa e in segreto userà Evelyn Shaw come spia nel gruppo di Oliver. Neutralizzerà alcuni nemici dell'Arciere Smeraldo come Tobias Church e Vigilante perché intralciavano la loro vendetta. Successivamente Talia, in accordo con Adrian, rivela a Oliver l'identità di Prometheus. Quando Oliver lo affronterà Adrian rivelerà di aver rapito Susan Williams, una giornalista fiamma di Oliver. Nel tentativo di salvarla, Oliver sarà rapito da Talia e Adrian. Il ragazzo torturerà l'eroe di Star City fino a fargli ammettere il suo più oscuro segreto: nel profondo a lui piace uccidere. Distrutto da questo Oliver porrà fine alla sua missione e assumerà Anatoly Knyazez e la Bratva per uccidere Adrian ma il Team Arrow lo salverà. Messo sotto la protezione-testimoni ucciderà gli sceriffi federali dopo che Felicity Smoak lo smaschererà. Proverà a uccidere quest'ultima e Oliver con una bomba EMP fallendo venendo successivamente catturato da Oliver. Per liberarsi attuerà il suo piano finale: col supporto di Talia, Evelyn e Black Sirem, rapirà tutto il Team Arrow, Quentin Lance, Thea e William (figlio segreto di Oliver) con sua madre per costringere Oliver a liberarlo e portando gli ostaggi a Lian Wu disseminata di C-4 collegati al suo cuore. Oliver, con l'aiuto di Nyssa al Ghul, Malcolm Merlyn e Slade Wilson libera gli ostaggi e sconfigge Chase e i suoi alleati, tra cui Capitan Boomerang. Nonostante tutto Chase riesce a scappare con una barca, combattendo la battaglia finale con Oliver e usando suo figlio come ostaggio costringendolo a scegliere tra gli amici bloccati sull'isola e suo figlio; ma Oliver trafigge Chase con una freccia battendolo definitivamente. Come ultimo gesto contro il rivale si suicida con un revolver, facendo esplodere tutte le bombe sull'isola.
Curiosamente, nei fumetti il nome Adrian Chase è associato al personaggio Vigilante, di cui è una delle incarnazioni.